# Reggae a Vida com Amor
Reggae a Vida com Amor é o álbum de estreia da banda Ponto de Equilíbrio, lançado em 2004.

## Faixas
1. Jah Jah Me Leve
2. Árvore do Reggae
3. O Convite
4. Ditadura da Televisão
5. Genesis
6. Nyah
7. Rastafará
8. Nossa História
9. Ponto de Equilíbrio
10. Profeta Rei
11. África
12. Aonde Vai Chegar (Coisa Feia)
13. Eu
14. Ame Sua Missão